# Бельгард-сюр-Вальсерин
Бельга́рд-сюр-Вальсери́н, Бельґард-сюр-Вальсерін (фр. Bellegarde-sur-Valserine) — колишній муніципалітет у Франції, у регіоні Овернь-Рона-Альпи, департамент Ен. Населення — 11 630 осіб (2011).
Муніципалітет був розташований на відстані близько 410 км на південний схід від Парижа, 90 км на північний схід від Ліона, 50 км на схід від Бург-ан-Бресса.

## Історія
До 2015 року муніципалітет перебував у складі регіону Рона-Альпи. Від 1 січня 2016 року належав до нового об'єднаного регіону Овернь-Рона-Альпи.
1 січня 2019 року Бельгард-сюр-Вальсерин, Шатійон-ан-Мішай i Ланкран було об'єднано в новий муніципалітет Вальсерон.

## Демографія
Динаміка населення (INSEE і Cassini ):
Розподіл населення за віком та статтю (2006):
| Стать | Всього | До 15 років | 15-24 | 25-44 | 45-64 | 65-85 | Понад 85 |
| --- | ------ | ----------- | ----- | ----- | ----- | ----- | -------- |
| Чоловіки | 5516   | 1089        | 689   | 1719  | 1261  | 709   | 49       |
| Жінки | 5965   | 1112        | 717   | 1531  | 1394  | 1012  | 199      |
| \| Статево-вікова піраміда \| Статево-вікова піраміда \| Статево-вікова піраміда \| \| ----------------------- \| ----------------------- \| ----------------------- \| \| Чоловіки \| Вік \| Жінки \| \| 49 \| 85 + \| 199 \| \| 128 \| 80-84 \| 248 \| \| 202 \| 75-79 \| 280 \| \| 165 \| 70-74 \| 276 \| \| 214 \| 65-69 \| 208 \| \| 236 \| 60-64 \| 268 \| \| 338 \| 55-59 \| 330 \| \| 414 \| 50-54 \| 435 \| \| 273 \| 45-49 \| 361 \| \| 385 \| 40-44 \| 295 \| \| 435 \| 35-39 \| 408 \| \| 470 \| 30-34 \| 348 \| \| 429 \| 25-29 \| 480 \| \| 323 \| 20-24 \| 407 \| \| 366 \| 15-20 \| 310 \| \| 312 \| 10-14 \| 302 \| \| 346 \| 5-9 \| 358 \| \| 431 \| 0-4 \| 452 \| |        |             |       |       |       |       |          |
| Статево-вікова піраміда |        |             |       |       |       |       |          |
| Чоловіки | Вік    | Жінки       |       |       |       |       |          |
| 49 | 85 +   | 199         |       |       |       |       |          |
| 128 | 80-84  | 248         |       |       |       |       |          |
| 202 | 75-79  | 280         |       |       |       |       |          |
| 165 | 70-74  | 276         |       |       |       |       |          |
| 214 | 65-69  | 208         |       |       |       |       |          |
| 236 | 60-64  | 268         |       |       |       |       |          |
| 338 | 55-59  | 330         |       |       |       |       |          |
| 414 | 50-54  | 435         |       |       |       |       |          |
| 273 | 45-49  | 361         |       |       |       |       |          |
| 385 | 40-44  | 295         |       |       |       |       |          |
| 435 | 35-39  | 408         |       |       |       |       |          |
| 470 | 30-34  | 348         |       |       |       |       |          |
| 429 | 25-29  | 480         |       |       |       |       |          |
| 323 | 20-24  | 407         |       |       |       |       |          |
| 366 | 15-20  | 310         |       |       |       |       |          |
| 312 | 10-14  | 302         |       |       |       |       |          |
| 346 | 5-9    | 358         |       |       |       |       |          |
| 431 | 0-4    | 452         |       |       |       |       |          |

## Економіка
2010 року серед 7304 осіб працездатного віку (15—64 років) 5489 були активними, 1815 — неактивними (показник активності 75,2%, у 1999 році було 71,5%). З 5489 активних мешканців працювало 4488 осіб (2452 чоловіки та 2036 жінок), безробітними було 1001 (535 чоловіків та 466 жінок). Серед 1815 неактивних 440 осіб було учнями чи студентами, 556 — пенсіонерами, 819 були неактивними з інших причин.

У 2010 році в муніципалітеті числилось 4793 оподатковані домогосподарства, у яких проживали 10782,0 особи, медіана доходів виносила 16 977 євро на одного особоспоживача

## Галерея зображень

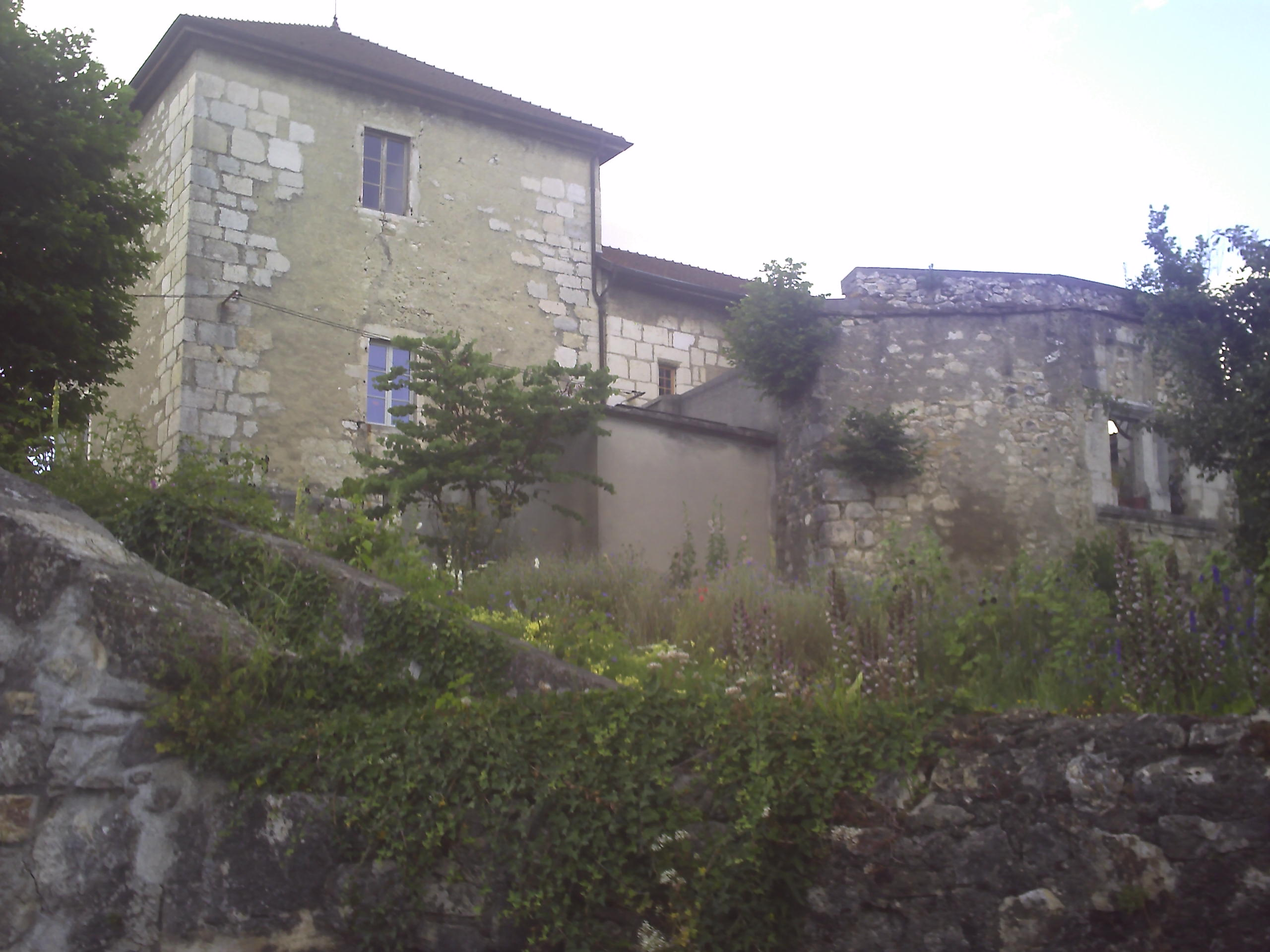
Замок Мюзінан
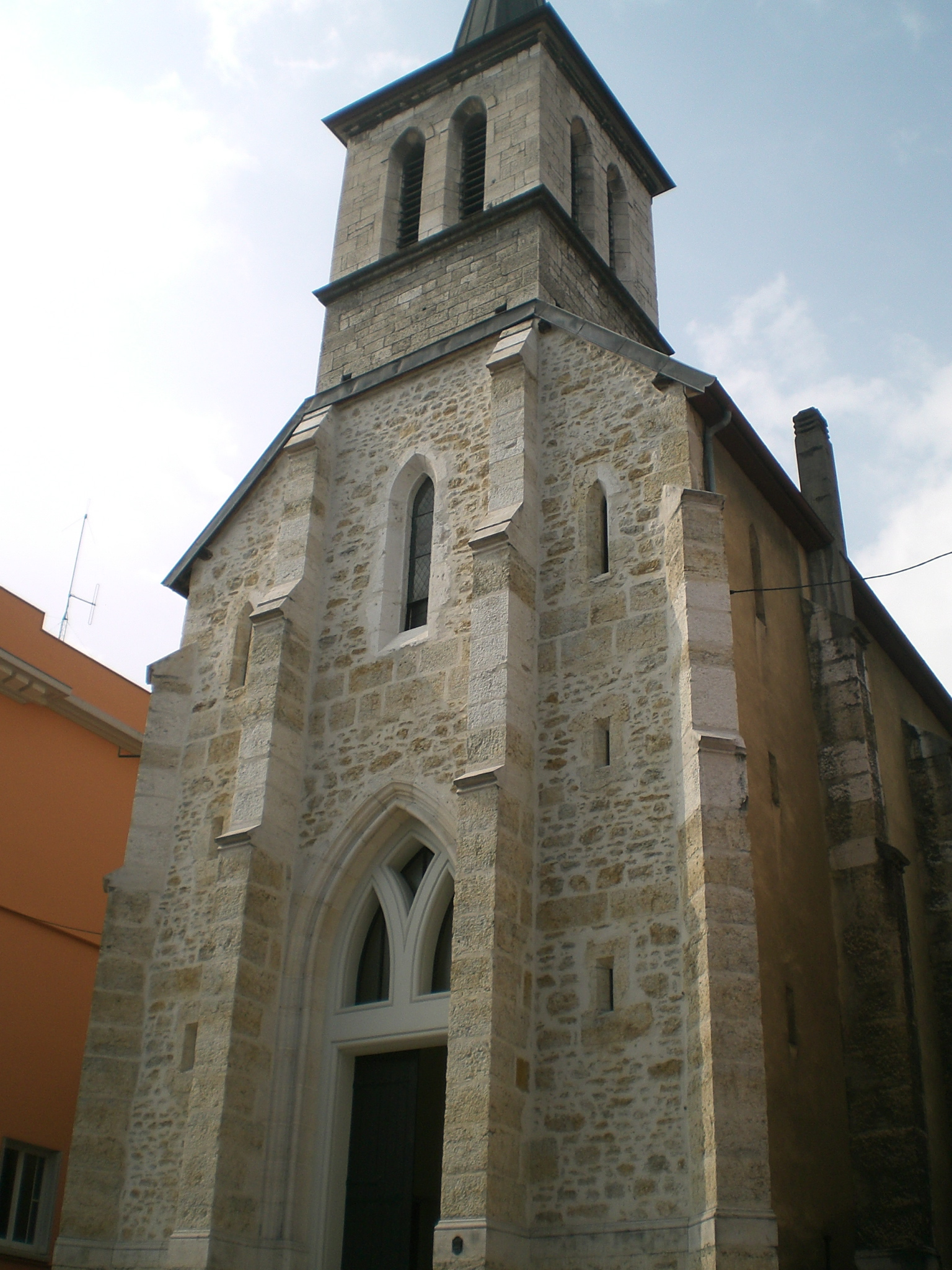
Церква Успіння Пресвятої Богородиці
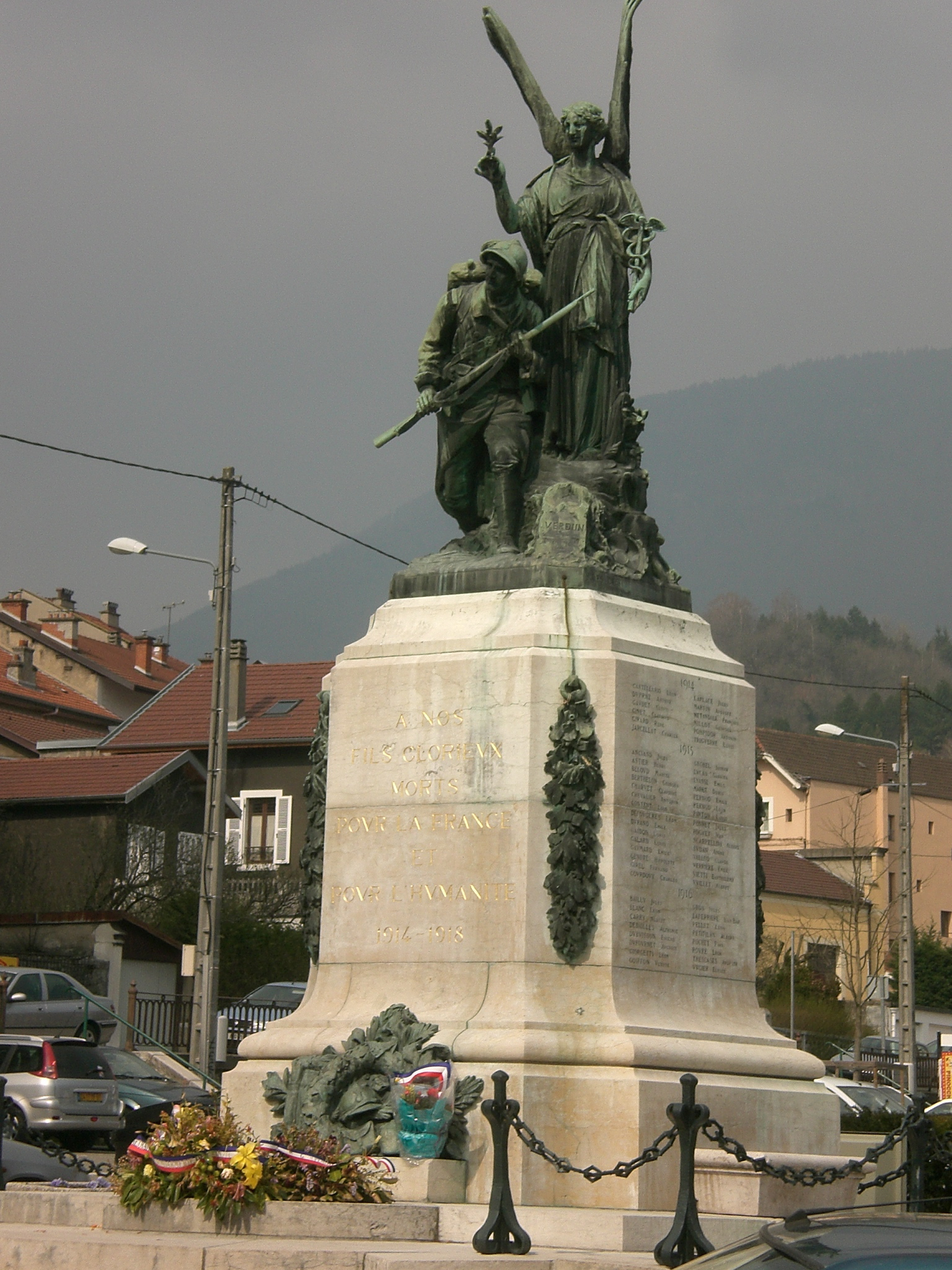
Пам'ятник загиблим у Першій світовій війні
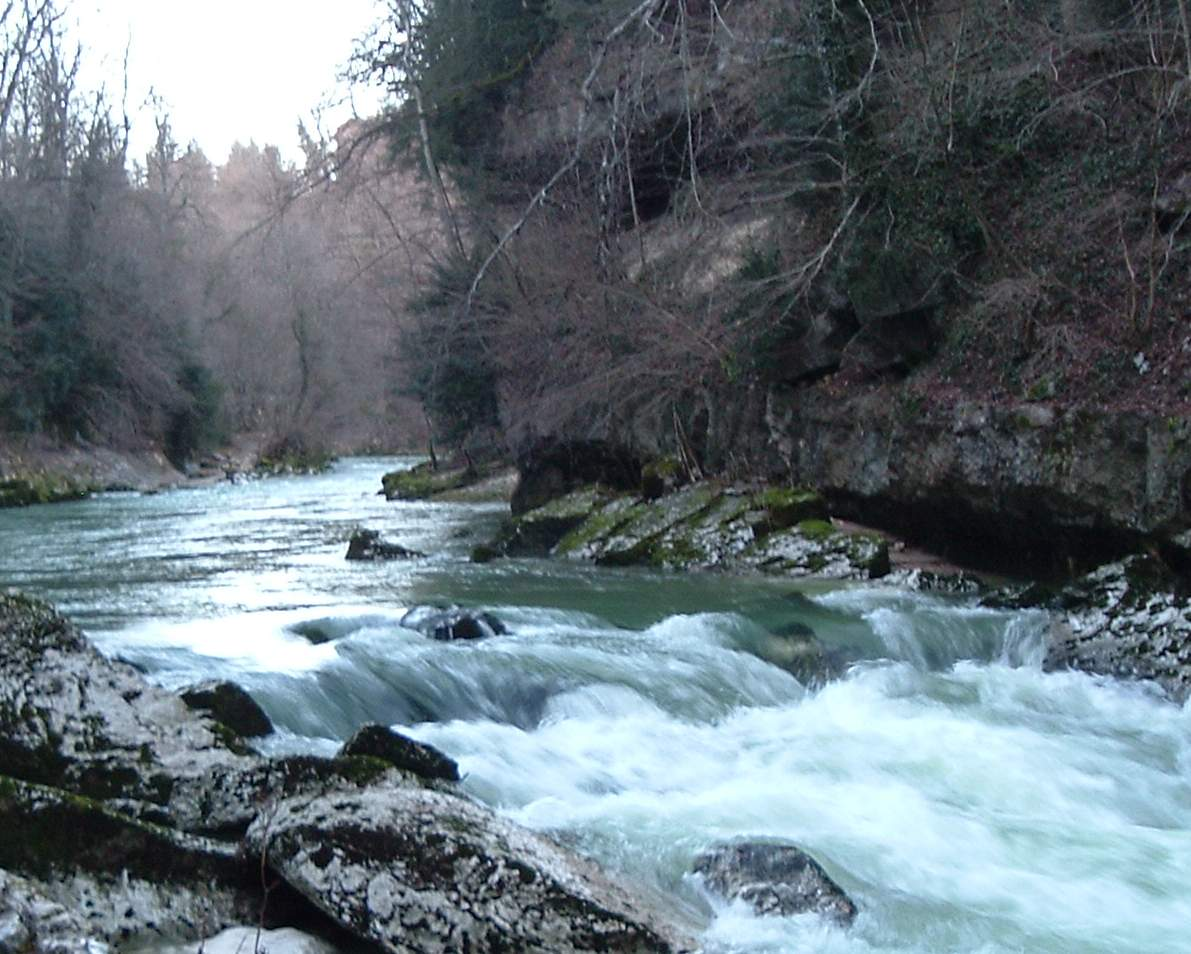
Річка Вальсерин взимку